# Arbaaz Khan
Arbaaz Khan (Bombay, 4 augustus 1967) is een Indiase acteur, filmregisseur en filmproducent die voornamelijk in de Hindi filmindustrie werkt.

## Biografie
Arbaaz Khan is de zoon van de scenarioschrijver Salim Khan en broer van de acteurs Salman Khan en Sohail Khan. Hij maakte zijn debuut als slechterik in Daraar (1996). Ondanks dat hij voor zijn rol een Filmfare award kreeg was hij niet zo succesvol als soloacteur en speelde hij steeds vaker in ondersteunende of bijrollen. In 2010 ging Khan over op regisseren en produceren onder Arbaaz Khan Productions. Zijn eerste film als producent was Dabangg (2010), en debuut als regisseur Dabangg 2 (2012).

## Filmografie

### Films
| Jaar | Film                             | Rol                           | Opmerking                           |
| ---- | -------------------------------- | ----------------------------- | ----------------------------------- |
| 1996 | Daraar                           | Vikram                        |                                     |
| 1998 | Sham Ghansham                    | Gansham                       |                                     |
| 1998 | Pyaar Kiya To Darna Kya          | Vishal Thakur                 |                                     |
| 1999 | Hello Brother                    | Vishal                        |                                     |
| 2002 | Maa Tujhhe Salaam                | Albaksh                       |                                     |
| 2002 | Yeh Mohabbat Hai                 | Abdul Jamil                   |                                     |
| 2002 | Tumko Na Bhool Paayenge          | Veer Singh Thakur             | gastoptreden                        |
| 2002 | Soch                             | Om                            |                                     |
| 2003 | Qayamat: City Under Threat       | Ali Ramani                    |                                     |
| 2003 | Kuch Naa Kaho                    | Sanjeev Shrivastav            |                                     |
| 2004 | Garv: Pride and Honour           | Hyder Ali                     |                                     |
| 2004 | Wajahh: A Reason to Kill         | Aditya Bhargava               |                                     |
| 2004 | Hulchul                          | Shakti A. Chand               |                                     |
| 2004 | Alibaba Aur 40 Chor              | Alibaba                       |                                     |
| 2005 | Maine Pyaar Kyun Kiya            | Man in vliegtuig              | gastoptreden                        |
| 2005 | Taj Mahal: An Eternal Love Story | Aurangzeb                     |                                     |
| 2005 | Jai Chiranjeeva                  | Pasupathi                     | Telugu film                         |
| 2006 | Malamaal Weekly                  | Jayesh Agarwal                |                                     |
| 2006 | Iqraar: By Chance                | R.B. Mathur                   |                                     |
| 2006 | Bhagam Bhag                      | Vikram Chauhan                |                                     |
| 2007 | Shootout at Lokhandwala          | Javed Khan                    |                                     |
| 2007 | Fool N Final                     | Moscow Chikna                 |                                     |
| 2007 | Dhol                             | Jaishankar Yadav              |                                     |
| 2007 | Dus Kahaniyaan                   | Rahul Sarin                   |                                     |
| 2007 | Godfather                        | Shakir Khan                   | Pakistaanse film                    |
| 2007 | Om Shanti Om                     |                               | cameo in nummer "Deewangi Deewangi" |
| 2008 | Woodstock Villa                  | Jatin                         |                                     |
| 2008 | Thodi Life Thoda Magic           | Roshan Merchant               |                                     |
| 2008 | Jaane Tu Ya Jaane Na             | Bhalu                         | gastoptreden                        |
| 2008 | Hello                            | Anuj                          |                                     |
| 2008 | Fashion                          | Abhijeet Sarin                |                                     |
| 2009 | Mere Khwabon Mein Jo Aaye        | Vikram Singh                  |                                     |
| 2009 | The Stoneman Murders             | Kedar                         |                                     |
| 2009 | Jai Veeru                        | Tejpal                        |                                     |
| 2009 | Kisaan                           | Aman Singh                    |                                     |
| 2010 | Prem Kaa Game                    | Prem Sahni                    |                                     |
| 2010 | Dabangg                          | Makhanchand Pandey            | ook producent                       |
| 2011 | Ready                            | Gaurav                        | gastoptreden                        |
| 2012 | Dabangg 2                        | Makhanchand Pandey            | ook regisseur en producent          |
| 2015 | Kis Kisko Pyaar Karoon           | Tiger Bhai                    |                                     |
| 2016 | Freaky Ali                       | Maqsood                       |                                     |
| 2016 | Yea Toh Two Much Ho Gayaa        | Mak                           |                                     |
| 2017 | Kittu Unnadu Jagratha            | AIR                           | Telugu film                         |
| 2017 | Jeena Isi Ka Naam Hai            | Aditya Kapoor                 |                                     |
| 2017 | Tera Intezaar                    | Veer Singh Rajput             |                                     |
| 2018 | Nirdosh                          | Lokhande                      |                                     |
| 2018 | Jack and Dil                     | KK Walia                      |                                     |
| 2018 | Loveyatri                        | Jignesh                       | gastoptreden                        |
| 2019 | Dabangg 3                        | Makhanchand Pandey            | ook producent                       |
| 2019 | Main Zaroor Aaunga               | Yash Malhotra/ Harsh Malhotra |                                     |
| 2020 | Big Brother                      | Vedantham/ Edwin Moses        | Malayalam film                      |
| 2023 | Farrey                           | vader van Chavi               |                                     |
| 2024 | Patna Shuklla                    |                               | producent                           |
| 2024 | Shivam Bhaje                     | Murali                        | Telugu film                         |
| 2024 | Bandaa Singh Chaudhary           |                               | producent                           |

### Televisie en Webseries
| Jaar       | Serie                              | Rol              | Platform        |
| ---------- | ---------------------------------- | ---------------- | --------------- |
| 2003       | Karishma - The Miracles of Destiny | Arnaav           |                 |
| 2019       | Poison                             | Antonio Verghese | ZEE5            |
| 2019-2021  | Quick Heal Pinch                   | presentator      | YouTube en ZEE5 |
| 2022-heden | Tanaav                             | Vikrant Rathore  | SonyLIV         |